# Посольство Бразилии в Испании
Посольство Бразилии в Испании (порт. Embaixada do Brasil em Espanha) — дипломатическая миссия Бразилии в Испании, расположена в Мадриде.

## История
Здание было построено в 1880 году инженером Хосе Каналехасом-и-Касасом и архитектором Франсиско дель Валье по заказу Хоакина Санчеса де Тока-и-Кальво. В 1886 году здание было продано Хусто Сан-Мигелю-и-Бароне, а в 1909 году имущество унаследовали трое его детей.
28 ноября 1944 года здание было приобретено Бразилией, через посла Марио Пиментель Брандао. Большая часть интерьера сохранилась и до сих пор украшает здание посольства. Бразильское представительство, до покупки этого здания, находилось по следующим адресам:
- улица Хосе Ортега-и-Гассет[исп.], № 6 (1904—1912);
- улица Академии, № 10 (1913);
- улица Аргенсола[исп.], № 18 (1914—1919);
- улица Луговая[исп.], № 26 (1920—1924);
- Пасео-де-ла-Кастеллана[исп.], № 61 (1925), № 64 (1926—1929) и № 55 (1933—1941).
- улица Серрано[исп.], № 9 (1930—1931);

## Смотри также
Посольство Испании в Бразилии